# Winthrop (Iowa)
Pour les articles homonymes, voir Winthrop.
Winthrop est une ville américaine située dans le comté de Buchanan, dans l'État de l'Iowa, aux États-Unis,. Elle est incorporée le 7 juin 1886. La ville est implantée à l'est du comté, entre Doris (en) à l'ouest et Masonville à l'est.

## Démographie
Lors du recensement de 2010, le village comptait une population de 850 habitants. Elle est estimée, en 2016, à 848 habitants.

## Personnalités liées à la ville
- Michelle Monaghan, actrice.
- Robert S. Doran (en), mathématicien.
- Robert Gallery, joueur de football américain.
- Craig Quigley (en)